# 超人ヘラクレス
『超人ヘラクレス』（伊題：Ercole, 英題：Hercules）は、ギリシア神話の英雄ヘーラクレースの功業をテーマにして、1983年に制作されたイタリアのアドベンチャー映画。

## 概要
監督・脚本はルイジ・コッツィ、音楽はピノ・ドナッジオがつとめた。
おおまかなあらすじ、登場人物はギリシア神話を基にしているものの、科学を用いて世界征服を企む魔法使いミノス（ウィリアム・バーガー）にヘラクレス（ルー・フェリグノ）が戦い挑むといった奇抜な脚色が加えられている。ミノスの悪業を抑え、愛する姫を救うまでにはストップモーション・アニメーションで命を吹き込まれた巨大なロボットと戦うシーンも盛り込まれている。
公開当時の評論、興行成績はさほど奮わなかったにもかかわらず、一部においてカルト的な人気を誇る作品である。1985年、同じく主演ルー・フェリグノ、監督・脚本ルイジ・コッツィで続編『ヘラクレス2』が制作された。

## キャスト
- ルー・フェリグノ - ヘラクレス
- シビル・ダニング - アリアドネ
- ブラッド・ハリス - アウゲイアス
- イングリッド・アンダーソン - カシオペア
- ウィリアム・バーガー - ミノス王
- ロッサナ・ポデスタ - ヘラ
- ミレッラ・ダンジェロ - キルケ
- ボビー・ローデス - ゼノドーマ王
- ジャンニ・ガルコ（ジョン・ガルコ名義） - ヴァルケウス
- イエーダ・エフローニ - ドルコン
- デリア・ボッカルド - アテナ
- クラウディオ・カシネッリ - ゼウス
- フランコ・ガロファロ（フランク・ガーランド名義） - 盗賊
- ガブリエラ・ジョルジェリ（ガブリエラ・ジョージ名義） - 母
- ラフ・バルダッサーレ（ラルフ・バルダッサール名義） - ソーストラトス

## 受賞
第4回ゴールデンラズベリー賞で作品賞、主演男優賞および新人賞（ルー・フェリグノ）、助演女優賞（シビル・ダニング）、脚本賞（ルイジ・コッツィ）の5部門にわたりノミネートを受けた。このうち助演女優賞と新人賞で受賞を果たしている。